# Leptolambda
Leptolambda — вимерлий рід пантодонтів родини Barylambdidae з Північної Америки (Колорадо, Вайомінг)